# Ballerina (2016)
Ballerina ist ein französisch-kanadischer Computeranimationsfilm aus dem Jahr 2016.

## Handlung
Die junge Félicie lebt in den 1880er-Jahren in Frankreich und träumt davon, eines Tages eine Ballerina zu werden. Da sie jedoch ein verarmtes Waisenkind ist und ihr jeglicher Unterricht fehlt, hat sie dafür schlechte Karten. Zusammen mit ihrem guten Freund, dem jungen Erfinder Victor, reißt sie eines Tages aus ihrem Waisenhaus in der Bretagne aus, um nach Paris zu gehen und Ballerina zu werden.
In Paris beginnt Victor, als Sekretär für Gustave Eiffel zu arbeiten. Félicie gelingt es, einen Platz in der bekannten Ballettschule des Pariser Opernhauses zu bekommen, indem sie sich für eine Tochter aus gutem Haus ausgibt. Sie merkt jedoch schnell, dass das Training sehr hart ist und hat als Außenseiterin auch Probleme damit, neue Freunde zu gewinnen. Dazu kommt noch, dass der Haupt-Choreograph der Schule, Mérante, ein wachsames Auge auf die Schülerinnen hat und die schlechtesten Ballerinen aus dem Kurs wirft. In der Putzfrau Odette, welche eine ehemalige Primaballerina ist, findet Félicie jedoch bald eine Freundin und persönliche Mentorin. Als jedoch die Mutter des Mädchens, als das sie sich ausgibt, von dem Rollentausch erfährt, offenbart Merante Felicie, dass sie zwar schlecht angefangen hat, ihre Fortschritte ihn aber beeindrucken und sie trotzdem weitertanzen darf. Sollte ihre Leistung abnehmen, muss sie die Oper verlassen. Nach einem Streit mit Victor verpatzt Felicie das Vortanzen für die Hauptrolle der Clara mit der Primaballerina Rosita. Obwohl es Merante leidtut, muss sie gehen.
Zurück im Waisenhaus quält sie sich niedergeschlagen durch den Alltag, überzeugt davon ihr Traum sei geplatzt. Eines Nachts jedoch träumt sie von sich als Baby und ihrer Mutter, welche mit ihrer kleinen Tochter im Arm tanzt. Mit neuem Mut gelingt es ihr mit Hilfe des Aufsehers erneut nach Paris zu kommen, wo sie sich in der Oper bei Odette entschuldigt und ihr Hilfe beim Putzen anbietet. Während sie die Bühne fegt, tritt ihre Rivalin Camille hinzu und die Mädchen beginnen eine Art Tanzwettkampf durch die gesamte Oper, bei der Felicie vor versammeltem Publikum als Siegerin hervorgeht. Als die Mädchen vor Merante erklären sollen, weshalb sie tanzen, muss Camille zugeben, dass sie es nur tut, weil ihre Mutter sie zwingt. Felicie dagegen beschreibt ihre Leidenschaft für das Tanzen, woraufhin Camille Merante bittet, ihrer Konkurrentin die Rolle zu geben und sich entschuldigt. Freudestrahlend berichtet Felicie Victor von ihrem Erfolg, und die beiden versöhnen sich. Plötzlich taucht Camilles Mutter auf, die, nach wie vor nur auf die Karriere ihrer Tochter bedacht, Felicie loswerden will. Diese flieht vor ihr bis auf die Krone der noch nicht fertigen Freiheitsstatue und kann im letzten Moment von Victor, angespornt durch Camille und einen Freund, gerettet werden.
Gerade noch pünktlich schaffen es die Freunde, zur Aufführung von Der Nussknacker zu kommen, und Felicie kann ihren Traum verwirklichen.

## Hintergrund
Der Film entstand mit einem Budget von 28 Mio. USD unter der französischen Filmgesellschaft Gaumont.
Die Tanzbewegungen der Charaktere wurden mit Hilfe von Schlüsselbildanimation der beiden französischen Balletttänzer Aurélie Dupont und Jérémie Bélingard, Mitglieder der Ballet de l’Opéra de Paris, aufgezeichnet.
Der Film feierte seine Premiere beim Mon Premier Festival in Paris am 19. Oktober 2016 und kam in Deutschland am 12. Januar 2017 in die Kinos.

## Synchronisation
| Rollenname      | Sprecher (Deutsch)       | Sprecher (Französisch) | Sprecher (Englisch) |
| --------------- | ------------------------ | ---------------------- | ------------------- |
| Félicie Le Bras | Maria Ehrich             | Camille Cottin         | Elle Fanning        |
| Victor Hubert   | Max von der Groeben      | Malik Bentalha         | Dane DeHaan         |
| Camille Le Haut | Leslie-Vanessa Lill      | Kaycie Chase           | Maddie Ziegler      |
| Odette          | Claudia Lössl            | Magali Barney          | Carly Rae Jepsen    |
| Régine Le Haut  | Claudia Urbschat-Mingues | Françoise Cadol        | Julie Khaner        |
| Mérante         | Joachim Llambi           | Laurent Maurel         | Terrence Scammell   |

## Kritik
Der Film erhielt von Kritikern positive Bewertungen.
Die Welt bezeichnete ihn als wunderbaren Tanz-Trickfilm und pädagogisch wertvoll und meinte: „Heute atemlos schnittig und perfektionistisch überbordend als kunterbunte Erfolgstory einer furchtlos instinktiven Überfliegerin gezeichnet. Und doch stets die Zauberkraft des klassischen Tanzes feiernd.“
Auch die Abendzeitung lobte den Film und befand: „Ballerina – Gib deinen Traum niemals auf erzählt schwungvoll und überraschungsfrei ein modernes Märchen.“